# Revolution (альбом Lacrimosa)
Revolution — одиннадцатый студийный альбом швейцарской готик-метал-группы Lacrimosa. Его выпуск состоялся 7 сентября 2012 года на лейбле Hall of Sermon. В записи этого диска были заняты музыканты из групп Kreator, Accept и Evil Masquerade, а также филармонический оркестр. Стилистически альбом представляет собой смесь ориентированного на гитары хеви-метала и оркестровой музыки.

## История
Весной 2012 года через официальный сайт группы и страницы Lacrimosa в социальных сетях Тило Вольфф сообщил о том, что альбом, над которым он в то время работал, будет называться Revolution и выйдет в сентябре. Окончательную дату выхода диска — 7 сентября 2012 года — Вольфф опубликовал в начале июня, отметив, что, в зависимости от обстоятельств, в разных странах продажи Revolution могут начаться позже. Тогда же он назвал имена приглашённых музыкантов, принявших участие в записи альбома: гитарист Миланд Петроцца из группы Kreator и ударник Accept Штефан Шварцман. 27 июля была опубликована обложка альбома.
Список композиций альбома стал известен 11 августа. Всего на диске, как и на Sehnsucht, представлено 10 треков, продолжительность которых составляет от 46-ти секунд («Interlude — Feuerzug [Part I]») до 11-ти минут («Rote Sinfonie»). На заглавную композицию альбома 15 ноября вышел клип, снятый месяцем ранее на берлинском концерте Lacrimosa.
Автором обложки Revolution является художник Штелио Диамантопоулос, создавший для Lacrimosa обложки всех её предыдущих полноформатных и концертных альбомов.

## Реакция на альбом

### Критика
Журнал Sonic Seducer отметил характерный для Lacrimosa широкий диапазон стилей, назвав звук на диске местами «неотшлифованным». В более обстоятельном обзоре издания Powermetal.de говорится, что по содержанию альбом необычайно прямолинеен по меркам Lacrimosa. Рецензент сайта выделил игру приглашённого гитариста Миланда Петроццы и раскритиковал английский Тило Вольффа в песне «This Is the Night». Однако, по его словам, «настоящей революцией» стало то, что на пластинке представлена музыка для широкой публики, не отрицающая при этом музыкальные истоки и идеалы Lacrimosa. Журнал Orkus в номере за октябрь 2012 года выбрал Revolution альбомом месяца. В своей рецензии издание обращает внимание читателей на контраст между привычным звучанием Lacrimosa и резкостью, прямолинейностью текстов новой работы группы.

### Позиции в чартах
Revolution дебютировал в еженедельном немецком музыкальном чарте на 35-й позиции.

## Тур
Европейский тур Lacrimosa в поддержку Revolution начался 23 сентября 2012 года с концерта в польской столице Варшаве. В ходе гастролей группа выступила в Австрии, Германии, Польше, Чехии и Швейцарии. Последний концерт в рамках тура прошёл 16 октября в Гамбурге. 18 и 19 января 2013 года группа выступила в Испании, в Мадриде и Барселоне соответственно.
Мировой Revolution-тур стартовал в марте 2013 года. Первым выступлением Lacrimosa в рамках тура стало шоу 21 марта в Санкт-Петербурге, за которым последовало ещё пять российских концертов и один украинский — 30 марта в Киеве. В апреле группа дала два концерта в Китае и впервые выступила в Южной Корее, после чего провела серию концертов в Латинской Америке, пять из которых состоялись в Мексике, два — в Аргентине и по одному — в Гватемале, Колумбии, Эквадоре, Чили и Бразилии.

## Список композиций
Музыка и слова всех композиций сочинены Тило Вольффом, кроме «If the World Stood Still a Day», текст которой написан Анне Нурми, а музыка — совместно Нурми и Вольффом.
| №                   | Название                                                  | Длительность |
| ------------------- | --------------------------------------------------------- | ------------ |
| 1.                  | «Irgendein Arsch ist immer unterwegs»                     | 5:00         |
| 2.                  | «If the World Stood Still a Day»                          | 3:35         |
| 3.                  | «Verloren»                                                | 7:29         |
| 4.                  | «This Is the Night»                                       | 5:29         |
| 5.                  | «Interlude — Feuerzug» (Part I)                           | 0:46         |
| 6.                  | «Feuerzug» (Part II)                                      | 4:41         |
| 7.                  | «Refugium»                                                | 4:42         |
| 8.                  | «Weil Du Hilfe brauchst»                                  | 6:01         |
| 9.                  | «Rote Sinfonie»                                           | 11:03        |
| 10.                 | «Revolution»                                              | 5:23         |
| 11.                 | «Morning Glory» (бонус-трек российского диджипак-издания) | 4:57         |
| Общая длительность: | Общая длительность:                                       | 56:09        |

## Участники записи
| Lacrimosa - Тило Вольфф (нем. Tilo Wolff) — тексты, музыка, вокал, фортепиано, гитары, бас, труба, флюгельгорн, аранжировка, программинг, запись, сведение, продюсирование, идея обложки - Анне Нурми (фин. Anne Nurmi) — вокал, клавишные | |
| Приглашённые музыканты - Джэй Пи. Генкель (англ. Jay P. Genkel) — гитара, бас - Хенрик Флаймен (швед. Henrik Flyman) — гитара - Миланд Петроцца (нем. Miland Petrozza) — гитара - Кристина Грабка (нем. Christina Grabka) — скрипка - Манне Улиг (нем. Manne Uhlig) — ударные - Штефан Шварцман (нем. Stefan Schwarzmann) — ударные - Артуро Гарсия (исп. Arturo Garcia) — ударные - Spielmann-Schnyder Philharmonie — оркестр | Технический персонал и оформление - Марк Гёрц (нем. Marc Goertz) и Доминик Параскевопоулос (нем. Dominic Paraskevopoulos) — запись гитар - Петер Рот (нем. Peter Rot) — запись оркестра - Джэй Пи. Генкель и Тимо Дорш (нем. Timo Dorsch) — запись ударных - Манне Улиг — сведение ударных - Том Майер (нем. Tom Meyer) — мастеринг - Штелио Диамантопоулос (нем. Stelio Diamantopoulos) — художник - Студия angst-im-wald — оформление |